# Heinrich Casimir II. (Nassau-Dietz)

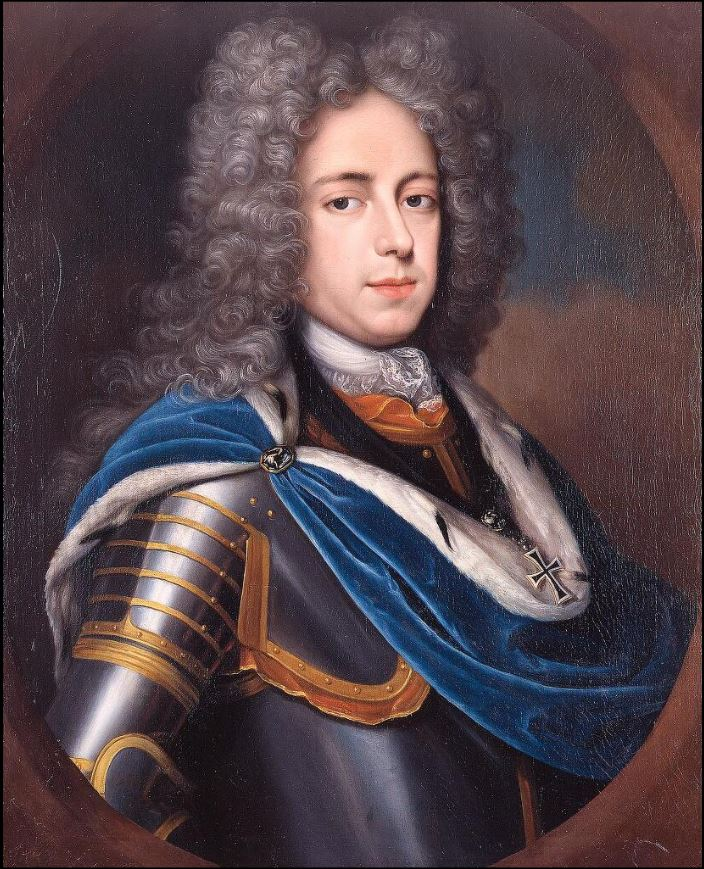
Heinrich Casimir II.

Fürst Heinrich Casimir  von Nassau-Dietz (* 18. Januar 1657 in Den Haag; † 25. März 1696 in Leeuwarden) war ein Reichsfürst von Nassau-Dietz und seit 1664 Statthalter von Friesland, Groningen und Drenthe. 

## Leben
Der einzige Sohn von Fürst Wilhelm Friedrich von Nassau-Dietz und Prinzessin Albertine Agnes, der zweiten Tochter Fürst Friedrich Heinrichs von Oranien-Nassau, folgte dem 1664 verunglückten Vater als Statthalter von Friesland, Groningen und Drenthe unter der Vormundschaft seiner Mutter. Sein Verhältnis zu dem um sechs Jahre älteren Fürsten Wilhelm III., den ihm seine Mutter als Vorbild hinstellte, war in der Jugend getrübt. Nach einem Sturz vom Pferd 1677 schied er aus Wilhelms Militärdienst aus. Es kam nach seiner Hochzeit zu einer Verständigung mit Wilhelm III., der 1687 Taufpate seines Sohnes Johann Wilhelm Friso wurde. 1688 nahm Heinrich Casimir an Wilhelms englischem Feldzug teil, wurde 1689 Feldmarschall, zog sich aber bald zurück. Erkrankt, starb er zwei Monate vor seiner zu Besuch weilenden Mutter.
Der Schriftsteller Eberhard Werner Happel erwähnt Heinrich Casimir 1681 in seinem Christlichen Potentaten Kriegs-Roman (4. Buch, 6. Kapitel).

## Nachkommen

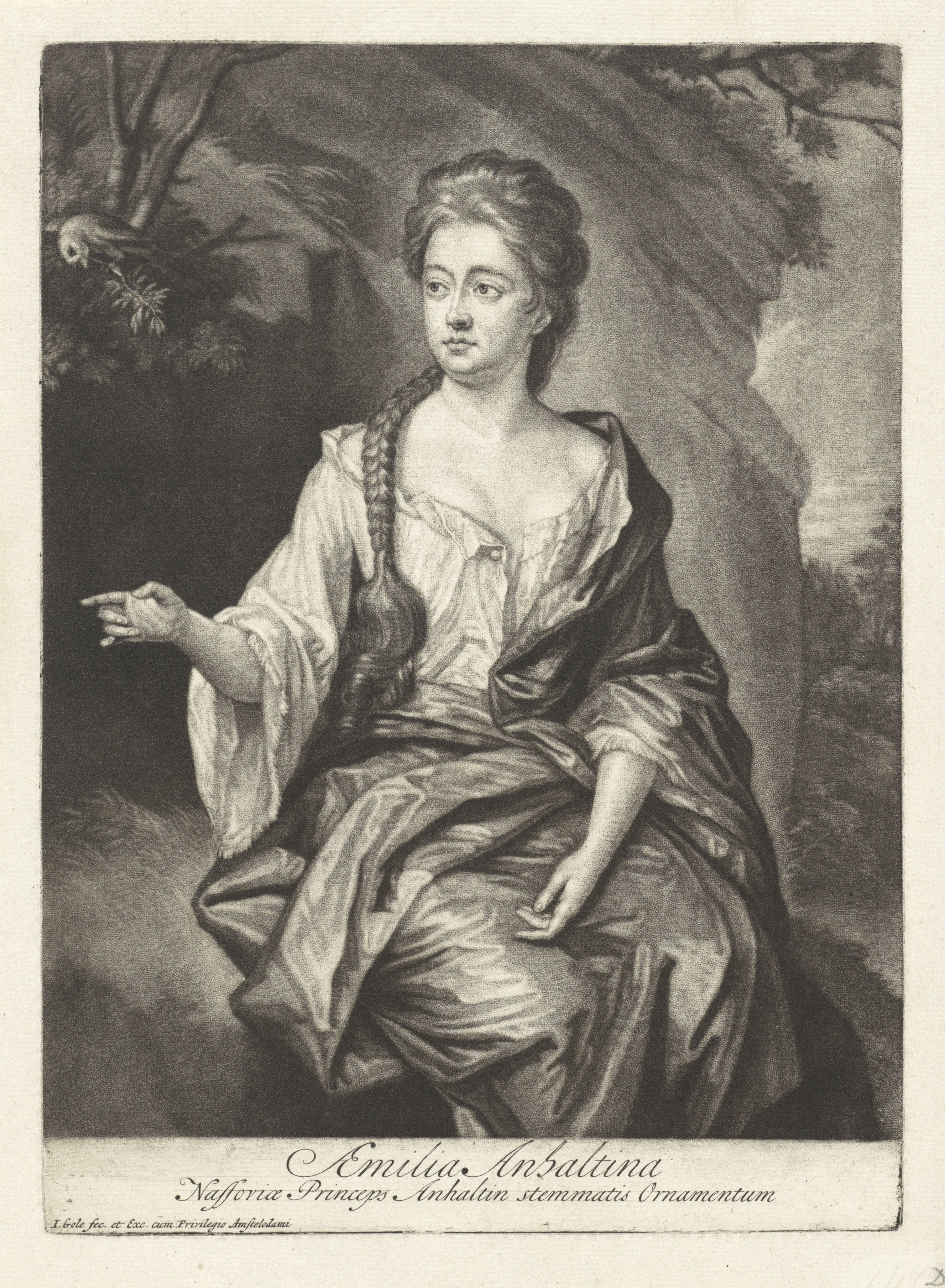
Prinzessin Henriette Amalie von Anhalt-Dessau

Heinrich Casimir heiratete am 26. November 1683 in Dessau Prinzessin Henriette Amalie von Anhalt-Dessau (1666–1726), Tochter von Fürst Johann Georg II. von Anhalt-Dessau. Aus der Ehe gingen folgende neun Kinder hervor:
- Wilhelm Georg Friso (1685–1686), Erbprinz von Nassau-Dietz
- Henriette Albertine (1686–1754), Prinzessin von Nassau-Dietz
- Johann Wilhelm Friso (1687–1711), Statthalter in Friesland und Groningen
- Marie Amalie (1689–1771), Prinzessin von Nassau-Dietz, Kanonissin in Herford
- Sophie Hedwig (1690–1734) ⚭ 1708–1710 Herzog Karl Leopold von Mecklenburg (1678–1747)
- Isabella Charlotte (1692–1757) ⚭ 1725 Fürst Christian von Nassau-Dillenburg (1688–1739)
- Johanna Agnes (1693–1765), Prinzessin von Nassau-Dietz
- Louise Leopoldina (1695–1758), Prinzessin von Nassau-Dietz
- Henriette Casimira (1696–1738), Prinzessin von Nassau-Dietz